# Victorian Premier League 1
La Victorian Premier League 1, nota anche come VPL 1, è il secondo livello di calcio nella parte settentrionale dello Stato del Victoria, Australia. A livello nazionale, è di un grado inferiore alla NPL Victoria e costituisce la quarta serie del paese. È diretto dalla FFV, la federazione dello stato di appartenenza.

## Storia
Nel 2023, la FFV annuncia l'espansione della propria piramide calcistica, introducendo una nuova seconda divisione statale legata alla NPL Victoria tramite un sistema di promozioni/retrocessioni.

## Squadre partecipanti
Stagione 2025.
- Bentleigh Greens
- Brunswick City
- Bulleen Lions
- Caroline Springs
- Eastern Lions
- Kingston City
- Langwarrin
- Manningham Utd Blues
- Melbourne City Youth
- Melbourne Srbija
- Moreland City
- Northcote City
- North Sunshine Eagles
- Western Utd Youth

## Albo d'oro

### Vincitori della VPL 1
- 2024 -  Melbourne Victory Youth